# Тангалунга
Тангалунга, или островная виверра (лат. Viverra tangalunga), — вид хищных млекопитающих семейства Виверровых (Viverridae).
Вид распространён на Малайском полуострове, Суматре и прилегающих островах, Борнео, Сулавеси, Филиппинах. Обитает в первичных и вторичных лесах и в обрабатываемых местностях, прилегающих к лесу. Встречается от уровня моря до высоты 1200 м над уровнем моря.
Длина тела от 61 до 67 см, длина хвоста 28,5—35,5 см, длина задней ступни 94—105 мм, масса 4—5 кг.
Верхняя часть тела серого цвета с многочисленными чёрными пятнами. Чёрная полоса вдоль срединной линии продолжается до кончика хвоста. Нижние части тела белые с чёрными густыми пятнами до горла. Лапы черноватые. Хвост имеет около 15 чёрных полос.
Внешне тангалунга похожа на такие виды, как азиатская и крупнопятнистая цивета, при этом последняя крупнее и с меньшим количеством полос на хвосте.
Ведёт ночной и преимущественно наземный образ жизни, но иногда поднимается на деревья. Рацион включает в себя большое разнообразие беспозвоночных и мелких позвоночных, найденных в основном в лесной подстилке. Может посещать лесные лагеря и кормиться пищевыми отходами.
Основной угрозой является человек, а именно охота, в том числе при помощи собак и ловушек. Находятся в большом числе охранных территорий по всему ареалу.